# 계성초등학교 (서울)
계성초등학교(啓星初等學校)는 대한민국 서울특별시 서초구 반포동에 있는 가톨릭계 사립 초등학교로, 학교명 '계성'은 '샛별(계명성)'이라는 뜻이다. 서울 강남의 유일한 사립초등학교로, 1882년 9월 8일에 개교하여 2006년 2월에 명동성당 근처에서 반포동으로 신축 이전하였다.

## 학교 연혁
- 1882년 9월: 조선교구장 이복명(李福明)에 의해 인현서당 개교. (학생 11명)
- 1883년 8월: 명동으로 옮기면서 종현서당으로 개명, 종현서당에서 15명의 영세자 배출
- 1906년 8월: 전국 보통학교령에 의거해 4년제 보통학교 정식 개교
- 1909년 9월: 계성학교로 개명하고 4년제로 설립인가
- 1924년 4월: 계성보통학교로 교명을 변경하고 우리나라 최초 6년제로 설립인가
- 1926년 12월: 교사를 2층으로 증축하여 남자부를 분리하고 12학급으로 늘림
- 1930년 5월: 전 조선 소학당 전구대회 우승
- 1931년 9월: 조선 교구 100주년 기념행사
- 1941년 4월: 경성 계성국민학교로 개칭
- 1945년 9월: 계성국민학교로 개칭 (남녀 50명 2반 편성)
- 1950년 6월: 6.25전쟁으로 휴교
- 1964년 3월: 재단법인 경성구 천주교회 유지재단 계성국민학교로 재개교
- 1965년 5월: 스쿨버스 2대 축성
- 1966년 9월: 교가, 교목, 교화, 교기 제정
- 1966년 12월: 계성국민학교 부설 계성 유치원 설립 인가
- 1968년 11월: 3.1 당에서 계성 예술제 개최 연극 (오페렛타 콩쥐팥쥐) 공연
- 1971년 3월: 도서관 개관, 유치원 신축교사 이전 계성 방송국 개국, 계성 가평 수련원 야외학습장 준공
- 1975년 5월: 국립 예술극장에서 '잠자는 공주'발표
- 1975년 12월: 자료실 모범 운영학교 교육감 표창
- 1976년 12월: 새마을 교육 우수교로  교육감 표창
- 1977년 12월: 학교 경영 우수교로 교육감 표창
- 1983년 3월:  국민학교 최초 컬러TV 방송국 개국
- 1987년 11월: 명동 개축 공사 준공 (컴퓨터실, 미술실, 어학실 등)
- 1990년 1월: 3학년 이상 3박4일 스키학교 개설
- 1990년 7월: 교직원 해외 연수 실시
- 1990년 10월: 제1회 계성 관현악부 정기연주회
- 1992년 11월: 개교 110주년 뮤지컬 '전기로 빛을 만든사람'
- 1994년 10월: 뮤지컬 '바보온달과 평강공주' 공연
- 1996년 11월: 계성초등학교 개칭
- 1997년 10월: 각 교실에 586컴퓨터 배치
- 1999년 1월: 과학교육 우수학교 교육감 표창
- 2000년 9월: 뮤지컬 '흥부 놀부' 공연
- 2000년 12월: 학교 수련활동 우수교 교육감 표창, 학교 컴퓨터 교육 우수교 교육감 표창
- 2001년 1월: 일본 열린 교육 교사 연수 실시
- 2003년 5월: 원어민 교사로 영어교육 실시
- 2003년 5월: MBC, KBS 창작 동요제 대상 수상
- 2005년 5월: 중국 상하이(상해) 보성 소학교와 자매결연
- 2006년 2월: 명동에서 신축 반포교사로 이전
- 2008년 12월 8일: 샛별관, 마리아 홀 증축
- 2009년 10월 9일: 세계 창의력 올림피아드 대한민국 최초 세계 1위
- 2010년 1월 31일: 한국 학생 창의력 올림픽 대회 1위
- 2010년 12월: 국가학업성취도 1위
- 2011년 10월: 스마트 클래스 개소식
- 2012년 4월: 에코스쿨 실천학교 서초구청장상
- 2012년 12월: 국가수준 학업 성취도 1위
- 2013년 1월: 키움관, 자람관 증축
- 2013년 3월: 학교 보안 상황실 설치
- 2015년 3월: 도서관, 놀이터, 역사관 증축
- 2015년 5월 세계 청소년 창의력 올림피아드 종합 2위, 과제 1위
- 2016년 5월: 전국사립초등학교장회의 본교 주최, 세계 창의력 올림피아드 1위
- 2017년 2월: 방송시스템 최첨단 현대화 사업

## 참고 자료
- 계성초등학교 - 한국교육학술정보원 학교알리미